# سد دوکان
سد دوکان (به زبان کردی سورانی: به‌نداوی دووکان فارسی: سد دوکان) یک سد قوس بتنی چند منظوره در استان سلیمانیه، اقلیم کردستان عراق است. این سد بر روی رودخانه زاب کوچک ایجاد شده است، که در نتیجه ان دریاچه دوکان ایجاد شده است. سد دوکان بین سالهای ۱۹۵۴ تا ۱۹۵۹ ساخته شده است و نیروگاه آن در سال ۱۹۷۹ کاملاً به بهره‌برداری رسیده است. این سد ۳۶۰ متر (۱۱۸۰ فوت) طول و ۱۱۶٫۵ متر (۳۸۲ فوت) بلند و نیروگاه برق آبی آن دارای حداکثر گنجایش ۴۰۰ مگاوات است.

## پیشینه

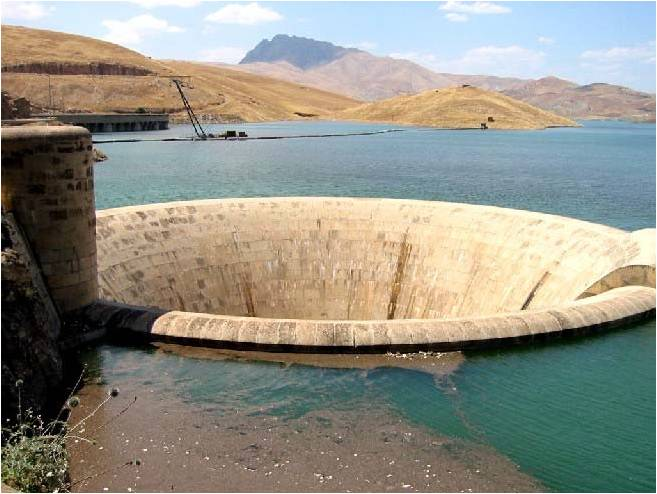
سرریز اضطراری سد دوکان

سد دوکان بین سالهای ۱۹۵۴ و ۱۹۵۹ به عنوان یک سد چند منظوره برای تأمین آب، آبیاری و برق آبی ساخته شد. طراحی سد توسط شرکت مهندسی بریتانیا Binnie & Partners (با مشارکت شرکت Geoffrey Binnie انجام شد.

## مشخصات سد
سد دوکان سد بتنی چند منظوره است که به صورت مولتی گرانشی است. طول آن ۳۶۰ متر (۱۱۸۰ فوت) و ۱۱۶٫۵ متر (۳۸۲ فوت) ارتفاع دارد. در پایه آن ۳۲٫۵ متر (۱۰۷ فوت) پهنا دارد و در بالای آن تا ۶٫۲ متر (۲۰ فوت) کاهش می‌یابد. حداکثر دبی ترکیبی سد ۴٬۳۰۰ مترمکعب در ثانیه است. این تقسیم بر روی یک تونل سرریز با سه دروازه شعاعی با حداکثر تخلیه ترکیبی ۲۴۴۰ متر مکعب در ثانیه و یک سرریز راه اضطراری با گنجایش ۱۸۶۰ متر مکعب در ثانیه است. دو دهانه آبیاری با تخلیه ترکیبی ۲۲۰ متر مکعب (۷ هزار و ۸۰۰ متر مکعب در ثانیه) در ده سال گذشته عملیاتی نشده است. نیروگاه پنج واحد با گنجایش ۸۰ مگاوات ساعت در هر ۱۱۰ بین ۱۱۰ تا ۵۵۰ متر مکعب در هر ثانیه ایجاد می‌کند. دریاچه دوکان، مخزنی که توسط سد دوکان ایجاد شده است، مساحت ۲۷۰ کیلومتر مربع (۱۰۰ مایل مربع) دارد. گنجایش پیش‌بینی شده آن ۶٫۸ کیلومتر مکعب با حداکثر ۸٫۳ کیلومتر مکعب است